# Kosta Perović
Pour les articles homonymes, voir Perović.
Kosta Perović est un joueur de basket-ball serbe né le 19 février 1985 à Osijek (alors en Yougoslavie, désormais en Croatie). Perović mesure 2,17 mètres et joue au poste de pivot.

## Biographie
Perović joue d'abord au club de belgradois de Beopetrol et fait sa première apparition en première division lors de la saison 2001-2002. En 2002, il passe au Partizan Belgrade.
Perović joue aussi pour l'équipe nationale. Il remporte le titre européen U-16 avec la Serbie-et-Monténégro en 2001 et il est nommé meilleur joueur de ce championnat. Perović joue ensuite dans les sélections moins de 18 et moins de 20 avant d'intégrer l'équipe senior en 2003.
Après le départ de Nenad Krstić pour le championnat de la NBA et les Nets du New Jersey en 2004, Perović devient le titulaire au poste de pivot du Partizan. Le KK Partizan est impressionnant dans ses deux championnats locaux, la ligue adriatique, deux participations consécutives en finale, perdue en 2005 contre KK Hemofarm Vrsac et 2006 face à KK Zeleznik, et le championnat de Serbie-et-Monténégro (victoire de 2003 à 2006). Perović y tourne à 14,8 points et 5,4 rebonds par rencontre. Mais les saisons en Euroligue sont catastrophiques (2 victoires pour 12 défaites lors de la saison 2005-2006) car l'effectif du KK Partizan est jeune et manque d'expérience de haut niveau. Contre le futur champion de l'Euroligue 2006, le CSKA Moscou, Perović réussit un double-double le 8 février 2006 avec 15 points et 10 rebonds.
Perović se présente à la draft 2006 de la NBA, et est choisi au second tour en 38e position par les Warriors de Golden State. Les qualités offensives de Perović sont pour l'instant très minces mais les Warriors sont intéressés par les capacités défensives potentielles de Perović ainsi que son jeu de passe.
Il effectue une dernière saison avec le Partizan, saison où le club remporte son premier trophée en Ligue adriatique grâce à une victoire sur FMP Zeleznik. Le 3 août 2007, il signe pour 3 ans aux Warriors de Golden State. Il ne joue qu'une seule saison en NBA. Il y dispute seulement sept rencontres, pour des statistiques de 1,4 point, 1,9 rebond et 0,1 passe décisive en 5,4 minutes. Il évolue durant cette même saison en NBA Development League (NBDL), avec la franchise du Jam de Bakersfield. Avec celle-ci, il dispute 21 rencontres pour des statistiques de 9,4 points, 7,1 rebonds, 0,4 passe et 1,6 contre en 23,3 minutes.
Après cette seule saison, il décide de rentrer en Europe et rejoint le club espagnol de Valencia Basket Club. Lors de sa première saison avec Valencia, il atteint les quarts de finale de l'EuroCoupe (ULEB Eurocup), deuxième compétition de clubs en Europe, face au Khimki Moscou Region. La saison suivante, le club espagnol remporte le titre européen dans cette compétition en l'emportant 67 à 44 face à l'ALBA Berlin. Kosta Perović inscrit 17 points durant cette rencontre.
En juin 2010, Kosta Perović signe un contrat de trois ans avec le FC Barcelone, champion d'Europe en titre. Il quitte le club en juillet 2012 et rejoint l'Unicaja Málaga.
En juillet 2013, Perović signe un contrat avec l'Ienisseï Krasnoïarsk, club russe de première division.